# Miguel Santana
Miguel Arcanjo Barradas de Santana, Miguel Santana (Salvador, 29 de setembro de 1896 - 15 de outubro de 1974) ou Ojé Orepê do Culto aos egunguns.
Todos de sua família fazem parte do Candomblé e do Culto aos Eguns, seu filho, o Obá Cancanfô, Antônio Alberico Santana e seu neto Antonio Carlos de Santana, são do Ilê Axé Opô Afonjá, além de serem Ojés também são Obás de Xangô.